# Stryknin
Stryknin är en giftig alkaloid som bland annat erhålls ur frön från rävkaketrädet Strychnos nux-vomica, vars frö kallas rävkaka och kräknöt. 

## Framställning
Stryknin utvinns genom urlakning av genomblötta och finmalda rävkakor med alkohol eller svavelsyrahaltigt vatten och påföljande fällning av stryknin och brucin med soda. Rening av råstryknin sker därefter genom behandling av den torkade alkaloidblandningen med koncentrerad alkohol som lätt löser brucin.

## Egenskaper
Vid reningen erhålls strykninet som färglösa, rombiska pelarformade kristaller, som är vattenfria och smälter vid 270 °C under sönderdelning.
Strykninet är svårlösligt i vatten, men ger detta en starkt bitter smak, som ännu framträder vid en utspädning till 1:700 000. Ämnet är extremt beskt, ett av de mest beska ämnen man känner till.
I stark svavelsyra löses det utan färg, i salpetersyra med gul färg, och härvid ger sig eventuellt brucin till känna genom en kraftigt högröd färg. Med de flesta syror bildas neutrala, kristallinska salter. I lösningar av dessa framkallar garvsyra och kvicksilverkaliumjodid vit fällning, fosformolybdensyra, pikrinsyra och guldklorid gul, och jodkaliumjodid brun fällning. Alkalihydrat och alkalikarbonat åstadkommer utfällning av kristallinskt strykninhydrat, olösligt i ett överskott av fällningsmedlet. När man tillsätter oxiderande kemikalier till en lösning av salterna eller själva strykninet i stark svavelsyra, erhålls en blåviolett, ganska snabbt försvinnande färg.

## Användning
I små doser verkar strykninnitrat stimulerande på nervsystemet och har därför använts i vissa läkemedel och stryknin finns också med på Wadas dopningslista över förbjudna substanser för idrottare. Inom folkmedicinen har det funnits en föreställning om att stryknin skulle vara ett effektivt afrodisiakum. Den största risken med stryknin är dock att redan måttlig överdosering kan vara livshotande. 
Strykninförgiftning orsakar våldsamma kramper, som kan utlösas av blygsamma retningar, till exempel i form av ljud. Dessa kramper kan orsaka döden genom att hindra andningen. Typiskt för dödsfall av stryknin, är att likstelheten inträder mycket snabbt, på grund av den höga muskelaktiviteten före döden. Detta tog deckarförfattarinnan Agatha Christie fasta på då hon 1920 skrev sin första bok, En dos stryknin (The Mysterious Affair at Styles).

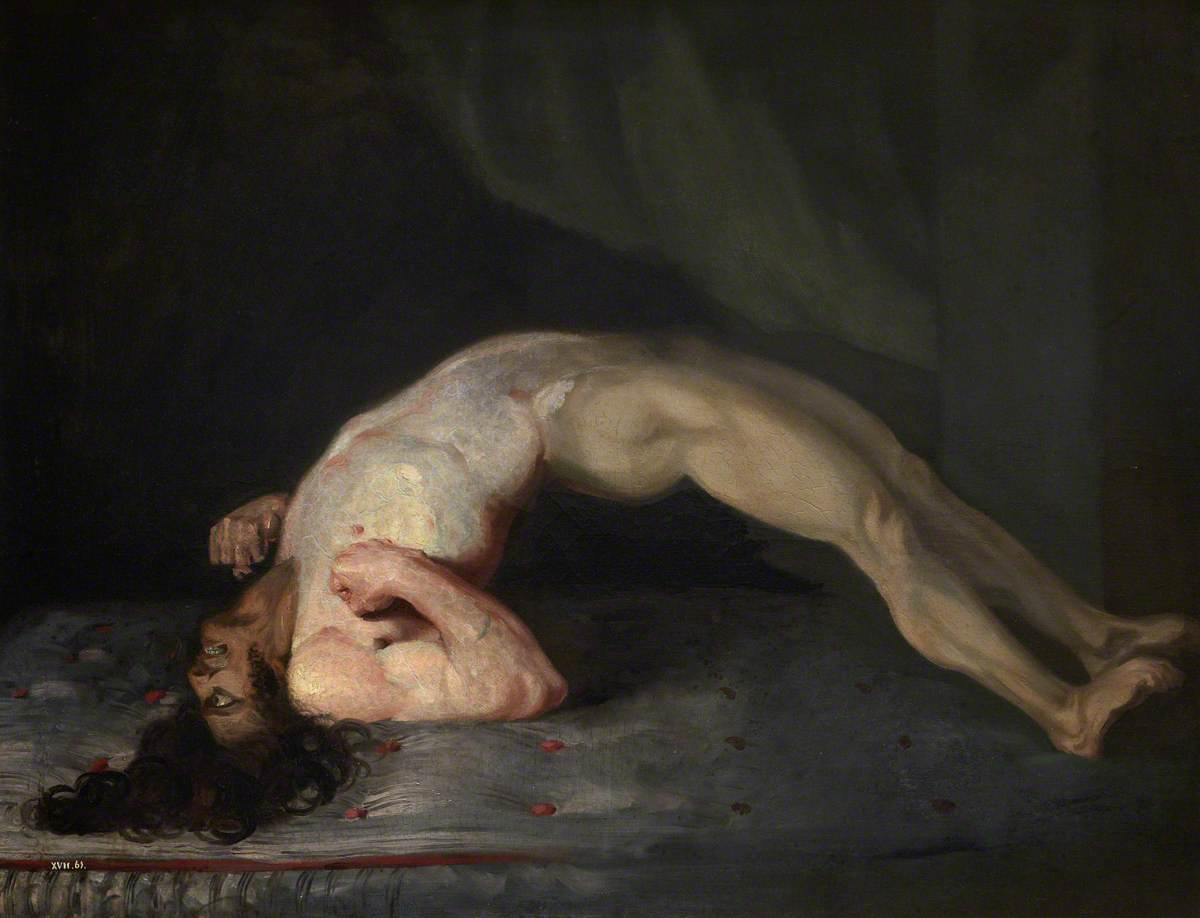
Uttalad strykninförgiftning ger upphov till generaliserade muskelkontraktioner likt det som ses vid svår stelkramp, här porträtterat av Charles Bell 1809.

## Patofysiologi
Mekanismen bakom strykninförgiftning är att ämnet framförallt är en antagonist till glycinreceptorn, främst på ryggmärgsnivå (nedre motorneuron). Då glycin är en hämmande neurotransmittor, leder blockering av den till motorisk aktivitet. Då stryknin inte påverkar högre neuron är den drabbade typisk vaken under krampen. Detta innebär att personen inte heller är postiktal efter krampen, till skillnad från vid epileptiska kramper. Medvetslöshet inträffar istället på grund av metabola rubbningar som uppstått till följd av den kraftiga muskelaktiviteten.